# Peracense
Peracense è un comune spagnolo, nella provincia di Teruel, nella comunità autonoma dell'Aragona della comarca del Jiloca. Ha una popolazione di 121 abitanti situato a 52 km da Teruel.
I paesi più vicini sono Ródenas, Almohaja, Villar del Salz, Pozondón e Santa Eulalia del Campo.

## Società

### Evoluzione demografica
| 1991 |  | 1996 |  | 2001 |  | 2004 |  | 2007 |
| ---- |  | ---- |  | ---- |  | ---- |  | ---- |
| 103  |  | 118  |  | 98   |  | 107  |  | 121  |

## Luoghi di interesse
- Castello
- Chiesa Parrocchiale di San Pedro
- Lagunas de los Mojones
- Santuario in onore della Virgen de la Villeta

### Feste

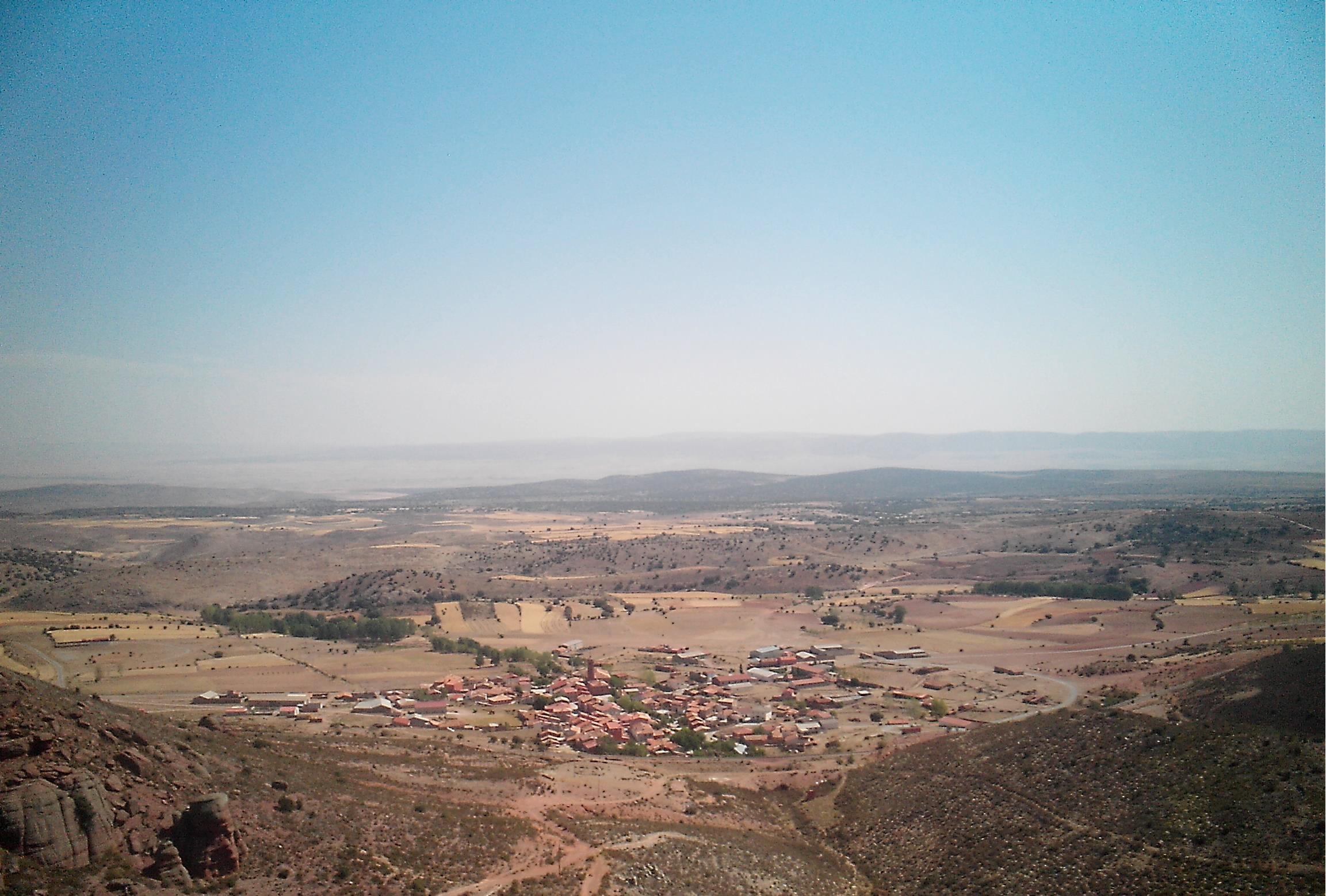
Peracense vista dal castello

3 febbraio San Blas.
25 agosto San Gines.
26 agosto Virgen de la Villeta.